# Edgardo Codesal
Edgardo Codesal Mendez (født 18. juni 1951) er en tidligere mexicansk fodbolddommer født i Montevideo, Uruguay. Han dømte internationalt for Mexico under det internationale fodboldforbund, FIFA, fra 1985 til 1996, hvor han afsluttede sin karriere da han faldt for aldersgrænsen på 45 år for internationale dommere. I løbet af sin karriere nåede han blandt andet at dømme finalen ved VM 1990 mellem Vesttyskland og Argentina som Vesttyskland vandt 1-0.